# 陳大經
陳大經（1453年—？），字正之，浙江紹興府上虞縣人，匠籍，明朝政治人物。

## 生平
成化二十二年（1486年）丙午科浙江鄉試第八十五名舉人。弘治三年（1490年）中式庚戌科會試第二百二十三名，三甲第一百一十三名進士。官福建將樂知縣。

## 家族
曾祖陳倞；祖父陳敬輿；父陳世英，母史氏。重庆下。